# Registre national des lieux historiques dans le comté de Mono

Localisation du comté de Mono en Californie

Ceci est la liste des lieux historiques inscrits sur le registre national dans le comté de Mono en Californie.
C'est censé être une liste exhaustive des propriétés et des districts des  lieux historiques du registre national dans le comté de Mono, en Californie. Les coordonnées de latitude et longitude sont fournies pour la plupart des propriétés et les districts du registre national ; ces localisations peuvent être aperçus sur Google Map.
Il y a 5 propriétés et districts répertoriés sur le registre national dans le comté, dont un monument historique national.

## Liste actuelle
| Position | ID       | Type | Nom                            | Localisation | Ville       | Date d'inscription | Image | Coordonnées                          | Description |
| -------- | -------- | ---- | ------------------------------ | --- | ----------- | ------------------ | ----- | ------------------------------------ | ----------- |
| 1        | 66000213 | NHLD | District historique de Bodie   | 7 milles (11 kilomètres)au sud de Bridgeport sur l'U.S. Route 395, puis à 12 milles (19 kilomètres) à l'est de la route secondaire | Bridgeport  | 15 octobre 1966    |       | 38° 12′ 56″ nord, 119° 00′ 41″ ouest |             |
| 2        | 00001324 | NRHP | Chalfant Petroglyph Site (en)  | Adresse restreinte | Bishop      | 21 novembre 2000   |       |                                      |             |
| 3        | 02001394 | HD   | Dry Lakes Plateau (en)         | Adresse restreinte | Bodie Hills | 21 novembre 2002   |       |                                      |             |
| 4        | 74000536 | NRHP | Mono County Courthouse         | Main Street | Bridgeport  | 1er mars 1974      |       | 38° 15′ 22″ nord, 119° 13′ 39″ ouest |             |
| 5        | 00000321 | NRHP | Yellow Jacket Petroglyphs (en) | Adresse restreinte | Bishop      | 6 avril 2000       |       |                                      |             |